# Ана Макарена Родрігес Перес
Ана Родрігес  (ісп. Ana Rodríguez, 13 серпня 1980) — аргентинська хокеїстка на траві, олімпійська медалістка.

## Виступи на Олімпіадах
| Олімпіада   | Дисципліна     | Місце |
| ----------- | -------------- | ----- |
| Лондон 2012 | хокей на траві | 2     |